# Leopoldov (stacja kolejowa)
Leopoldov – stacja kolejowa w miejscowości Leopoldov, w kraju trnawskim, na Słowacji. Jest znaczącym węzłem kolejowym w zachodniej Słowacji.

## Historia
Stacja powstała jako część linii Trnawa – Nowe Miasto nad Wagiem, a została otwarta dla ruchu pasażerskiego 2 czerwca 1876. 20 lipca 1885 otwarto linię do miejscowości Sereď. Kolejnym etapem rozwoju stacji było otwarcie linii kolejowej do Lužianky koło Nitry.
Podczas modernizacji stacji w 2007 roku zbudowano 3 odrębne perony.

## Linie kolejowe
- Bratysława – Żylina
- Galanta – Leopoldov
- Leopoldov – Kozárovce